# Hypnum plicaefolium
Hypnum plicaefolium là một loài Rêu trong họ Hypnaceae. Loài này được (Broth.) Paris mô tả khoa học đầu tiên năm 1900.